# Cédric Soares
Cédric właśc. Cédric Ricardo Alves Soares (ur. 31 sierpnia 1991 w Singen) – portugalski piłkarz grający na pozycji obrońcy w angielskim klubie Fulham, do którego jest wypożyczony z Arsenalu. Jest wychowankiem klubu Sporting CP.

## Kariera klubowa

### Sporting
Swoją karierę piłkarską Cédric rozpoczął w klubie Sporting CP. W latach 1999–2010 trenował w juniorach tego klubu. W 2010 roku awansował do kadry pierwszego zespołu Sportingu. 8 maja 2011 zadebiutował w portugalskiej pierwszej lidze w przegranym 0:1 domowym meczu z Vitórią Setúbal. W debiutanckim sezonie rozegrał 2 mecze ligowe.
W 2011 roku Cédric został wypożyczony do Académiki Coimbra. Swój debiut w niej zaliczył 18 września 2011 w przegranym 1:4 wyjazdowym meczu z Benfiką. W maju 2012 wystąpił w wygranym 1:0 finale Pucharu Portugalii ze Sportingiem.
Latem 2012 Cédric wrócił do Sportingu. W sezonie 2013/2014 wywalczył z nim wicemistrzostwo Portugalii. Z kolei w sezonie 2014/2015 zdobył Puchar Portugalii. W finale tego pucharu w meczu z SC Braga otrzymał czerwoną kartkę w 15. minucie za faul.

### Southampton
Latem 2015 roku przeniósł się do Southampton, z którym podpisał 4-letni kontrakt. Zadebiutował w wygranym 3-0 meczu do eliminacji Ligi Europy z Vitesse. 30 lipca 2015 roku zadebiutował w rozgrywkach Premier League w spotkaniu z Newcastle United. 18 marca 2018 roku zdobył swoją pierwszą bramkę dla Świętych w wygranym 2:0 meczu ćwierćfinałowym Pucharu Anglii przeciwko Wigan Athletic.

## Występy klubowe
| Sezon   | Klub              | Kraj       | Rozgrywki      | Mecze | Bramki |
| ------- | ----------------- | ---------- | -------------- | ----- | ------ |
| 2010/11 | Sporting CP       | Portugalia | Primeira Liga  | 2     | 0      |
| 2011/12 | Académica Coimbra | Portugalia | Primeira Liga  | 24    | 0      |
| 2012/13 | Sporting CP       | Portugalia | Primeira Liga  | 13    | 1      |
| 2013/14 | Sporting CP       | Portugalia | Primeira Liga  | 28    | 1      |
| 2014/15 | Sporting CP       | Portugalia | Primeira Liga  | 24    | 0      |
| 2015/16 | Southampton       | Anglia     | Premier League | 24    | 0      |
| 2016/17 | Southampton       | Anglia     | Premier League | 30    | 0      |
| 2017/18 | Southampton       | Anglia     | Premier League | 32    | 0      |
| 2018/19 | Southampton       | Anglia     | Premier League | 18    | 1      |
| 2018/19 | Inter Mediolan    | Włochy     | Serie A        | 4     | 0      |
| 2019/20 | Southampton       | Anglia     | Premier League | 16    | 0      |
| 2019/20 | Arsenal           | Anglia     | Premier League | 0     | 0      |

## Kariera reprezentacyjna
Cédric grał w młodzieżowych reprezentacjach Portugalii. W 2010 roku wystąpił z reprezentacją Portugalii U-19 na Mistrzostwach Europy U-19. Z kolei w 2011 roku wystąpił z reprezentacją U-20 na Mistrzostwach Świata U-20, na których Portugalczycy wywalczyli wicemistrzostwo świata.
W dorosłej reprezentacji Portugalii Cédric zadebiutował 11 października 2014 w przegranym 1:2 towarzyskim meczu z Francją, rozegranym w Saint-Denis. Został powołany na Mistrzostwa Europy 2016 we Francji, gdzie wraz z drużyną narodową wywalczył złoty medal.
Występy w kadrze narodowej
| 2014    | 2  | 0 |
| 2015    | 6  | 0 |
| 2016    | 8  | 0 |
| 2017    | 9  | 1 |
| 2018    | 8  | 0 |
| Łącznie | 33 | 1 |

## Sukcesy

### Klubowe
Academica
- Puchar Portugalii: 2011/2012

Sporting
- Puchar Portugalii: 2014/2015

### Reprezentacyjne
Portugalia
- Mistrzostwo Europy: 2016
- 3. miejsce w Pucharze Konfederacji: 2017
- Wicemistrzostwo świata U-20: 2011